# Logoterapie
Logoterapie neboli léčba smyslem je psychoterapeutická metoda vyvinutá Viktorem E. Franklem v první polovině 20. století. Vedle Freudovy „touhy po slasti“ a Adlerovy „touhy po moci“ přichází s třetí základní lidskou potřebou „touhy po smyslu“. Odtud pramení název Logoterapie, z řeckého logos-smysl.
Někdy je také Logoterapie označována za „třetí vídeňskou školu psychoterapie.“ Logoterapie patří mezi tzv. humanistické psychoterapie, zároveň vychází z existencialismu.

## Obecně
Logoterapii snad nejlépe přiblíží tato Franklova věta:
„O otázce, 'Jaký má život smysl?,' se domnívám, že je špatně položena a že správně zní: 'Jaký smysl chci dát svému životu?'“
Krátkým úvodem do Logoterapie může být i Franklova nejznámější kniha Člověk hledá smysl. Úvod do Logoterapie (1994), ve které popisuje své zkušenosti z koncentračních táborů i to jak ovlivnily jeho psychoterapeutický systém. Své zážitky z vyhlazovacího tábora líčí v knize A přesto říci životu ano, kde se dozvídáme, jak logoterapie vznikala a jak byla aplikována Franklem přímo v lágru.
Logoterapií se zabývá např. Franklova žačka Elisabeth Lukas, Alfried Längle, Jaro Křivohlavý, Eugenio Fizzotti, Peter Tavel, Martina Kosová a další. V Česku v logoterapii a existenciální analýze aktivně pokračuje Společnost pro logoterapii a existenciální analýzu (SLEA) a Institut Pro Integrativní Psychoterapii A Psychologické Poradenství (IPIPAPP).

## Smysl
Smysl v životě může člověk podle Frankla najít:
1. ve vykonání činu (myšleno hlavně v sebepřesahujícím činu; v takovém, jež je konán s ohledem na ostatní);
2. prožitím hodnoty (opravdový zážitek, který člověka obohacuje či povznáší), tou nejhodnotnější je láska;
3. v utrpení (promění-li ho člověk ve své morální vítězství).

V každé této události lze totiž nalézat a uskutečňovat určité hodnoty, které přinášejí uspokojení a smysl. Frankl je označuje jako:
1. tvůrčí (hodnota tvořit);
2. zážitkové (hodnota něco prožít);
3. postojové (když není možné „užívat si života“ ani přinášet tvůrčí invenci, lze ještě přistupovat k situaci „správným“ postojem).[1]

Základní myšlenkou logoterapie je, že pokud není touha po smyslu naplněna, vede to od frustrace až k existenciálnímu vakuu. Člověk začíná pochybovat o smyslu své existence, o smyslu života vůbec. (Tomuto fenoménu je blízká tzv. nedělní neuróza - během volna zasahuje pocit existenciální prázdnoty plnou silou, není tlumen rutinní prací v zaměstnání.) Pokud se tato frustrace dále rozvíjí, může to vést až k depresi, neuróze nebo dokonce sebevraždě.
Logoterapie pak pomáhá pacientovi najít východisko z jeho existenciální frustrace. Využívá k tomu průzkumu a podpory osobního hodnotového žebříčku pacienta. Za základní atributy lidského života považuje svobodu a odpovědnost vůči svědomí.

## Paradoxní intence
Logoterapii proslavila i technika tzv. paradoxní intence. Jedná se o techniku vhodnou především k léčení strachu před strachem, fóbií (např. strach z velkého prostoru, strach z hadů), strach před sebou samým. Pacient je vyzván, aby si přál paradoxně právě to, čeho se bojí. Jako příklad z praxe lze uvést léčbu nespavosti, kdy si pacient stále opakuje „Nesmím usnout! Nesmím usnout…,“ což ho zbaví strachu z toho, že neusne, uvolní se a usne. Dnes se paradoxní intence používá i v jiných psychoterapeutických směrech, například KBT, gestalt terapii a jinde

## Dereflexe
Další technika využívána v logoterapii je tzv. dereflexe. Pokud pacienti sami sebe příliš pozorují (hyperreflexe) a tím si brání bezprostředně prožívat, oč jde,
používá se logoterapeutická technika dereflexe. Místo toho, aby pacienti sami sebe pozorovali, musí na sebe zapomenout. Heslo pro svobodnou a uzdravující ignoranci zní: pryč od - směrem k. Pryč od symptomu směrem k smysluplnému cíli. Redukce symptomu je vedlejším produktem zaměřenosti na smysluplný cíl.

## Změna postoje
Technika využívaná při nezdravém postoji k životu, který se projevuje pasivitou, přijmutí role oběti, rezignací, zoufalstvím, stagnací, lhostejností. Technika směřuje ke zdravému postoji k životu, kdy se člověk považuje za tvůrce svého života, i když si uvědomuje své vnitřní i vnější hranice. Tato technika využívá metody "cesta časem", "imaginace následků" nebo objevením souvislostí mezi hodnotou a cenou. Cesta časem spočívá v náhledu na vlastní situaci z jiné časové perspektivy a imaginace následků ve vyslovení všech strachů a s nimi spojených následků, které klient má (věta psychoterapeuta využívající tuto metodu nejčastěji zní "Co se stane pak?"). Vyslovením všech obav dochází ke snížení existenciálního ohrožení a uvědomění si vlastních sil.
Dále využívá metod rituálů (k podpoře emočního odpoutání nebo podpoře nové cesty v životě), smíření se s vlastní minulostí, změnou atmosféry (změna okolí, květinová výzdoba, péče o zevnějšek, změna stravy).